# Mikkel Hess
Mikkel Hess (født 1976) er en dansk musiker (trommeslager) kendt for New York-bandet "Hess Is More".
Han er bror til musikerne pianisten Nikolaj Hess og jazzsaxofonisten Emil Hess, som han har spillet sammen med bl.a på Aarhus International Jazz Festival.
Mikkel Hess har bl.a spillet med i filmen Nana, og lavet musik til filmene Min velsignede bror, Sex (eksperimentalfilm), Re:action, Adieu Interessant Film Club, Det røde guld, Alle for tre samt en del andre film.

Andre bands og samarbejder inkluderer “Hess / AC / Hess Spacelab”, “3 x Hess”, "Small White Man", “2s and 4s”, “Hess / Vibskov Trommefredag” og “SH101 Nightmare”.

Mikkel Hess er også aktiv som komponist og producer af musik til film, teater og dans. 
Senere projekter includerer musik for balletten “UROPA” med premiere på Det Kongelige Teater i København i 2016, og musik for filmen “When Animals Dream”, som havde premiere på Filmfestivalen i Cannes 2014.

Gennem årene har Mikkel Hess også været med som co-producer, co-forfatter og trommeslager på forskellige albums hos en del andre artister.
Mikkel Hess er uddannet i 2001 fra Rytmisk Musikkonservatorium i København og er siden 2009 med i studiet og kollektivet This Is Care Of.